# デンパサール
デンパサール (インドネシア語：Kota Denpasar) は、インドネシアのバリ州の都市であり、「北（デン）の市場（パサール）」という意味である。旧名はバドゥン。バリ島の南部に位置し、バリ州の州都。小スンダ列島の中心地でもある。1958年にバリ州が設置された当初はシンガラジャが州都であったが、1960年に州都となった。デンパサール市 (Kotamadya Denpasar) は第二級地方自治体 (Daerah Tingkat II) であり、県 (Kabupaten) と同等である。ビーチリゾート地として知られるサヌールも含まれるが、普通デンパサールと言えばププタン広場周辺を指す。郊外のングラ・ライ国際空港からはタクシーで約40分程度かかる。

## 歴史

### 植民地時代
デンパサールはバドゥン王国の首都だった。
1906年、オランダのバリ侵攻によって王宮は破壊・略奪された。中央広場の像はププタン(王や貴族を含む何千人ものバリ人が、オランダ軍に降参するよりも自決を選んだ事)の記憶を残している。

### 独立時代

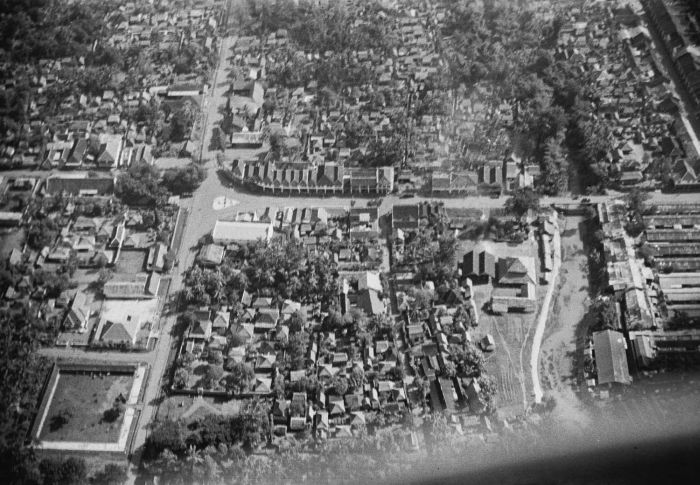
1949年のデンパサール

1958年、デンパサールはバリ州の州都及びバドゥン県の県都になった。デンパサールとバドゥン県は経済・社会・文化のどの面でも急速な成長を遂げた。デンパサールは政庁が有るだけでなく、商業や教育、観光の中心にもなった。人口成長率は年間4.05%を記録し、急速な発展と伴って、様々な都市問題を引き起こした。これを解決する為に、デンパサールはバドゥン県から独立した。
1992年1月15日、デンパサール市は自治市に昇格する事が決定した。
2009年11月16日、バドゥン県の県都がデンパサールからマングプラに移動した。

## 観光
- ププタン広場

オランダ軍の侵略に対しバトゥン王国の人々が決死の覚悟で立ち向かった行進（ププタン）を称える記念碑が建っている。東西約150m、南北約200mの広場であり、デンパサールの中心地である。
- ジャガナタ寺院

ププタン広場東側に面して建っており、「ジャガッ」は「宇宙/世界」を意味する。境内中央には石灰岩の塔が建てられており、バリ・ヒンドゥーの最高神サンヒャン・ウィディが祭られている。
- バリ博物館

1932年にオープンしたバリを代表する博物館で、石器時代の発掘品、オランダ軍との戦争で使われた武器、バリの伝統工芸である木彫りや象牙の装飾品、バリ人の儀式などが展示されている。入場料は大人5,000ルピア、子供2,500ルピアで、日～木曜日が8:00～16:30、金曜日が8:00～12:30に入ることができる。
- バサール・バドゥン/クンバサリ・ショッピングセンター

バドゥン川の東側にバサール・バドゥン（マーケット）が、川の西側にクンバサリ・ショッピングセンターがある。バサール・バトゥンには生鮮食料品、香辛料などが所狭しと積み上げられて強烈な匂いを放っている。価格は交渉で決まることが多いので、観光客には高い値段をつけることがある。雰囲気を味わいたければ早朝、夕方に行くと良いが、大変混雑しており初めて行く観光客はスリに注意したほうが良い。
- 鳥市場

70軒近くのペットショップが建ち並び、鳥以外にも熱帯魚、金魚やサル、ウサギなど多くの種類の生き物が売られている。

## 教育
初等・中等教育は土地の人達が通う公立・宗教関係学校以外に、インターナショナル・スクールがいくつかある。高等教育機関にはウダヤナ大学など、いくつかの大学もある。

## 隣接自治体
- バドゥン県（南、西、北）
- ギャニャール県（北東）

## 地域
- 東、西、南の3つの区 (kecamatan) に分かれる。

## 交通
- デンパサール国際空港

中心エリアの周辺に4つのベモステーションがあり、行き先によって乗り場が分かれている。市内循環のベモも走っている。
- トゥガル・ベモステーション･･･クタ、レギャン、空港方面。
- クレネン・ベモステーション･･･サヌール、バトゥブラン方面。
- ウブン・バス＆ベモステーション･･･北部、西部方面。

バリ島には鉄道は存在しないが、市内にインドネシア鉄道会社（PT. Kereta Api）の事務所があり、バス→フェリー→ジャワ島パニュワンギへ、そこから鉄道でスラバヤや、その他のジャワ島内の都市へ向かうことが出来る。

## 姉妹都市
- パレンバン、インドネシア
- ベラクルス、メキシコ
- グラン・カナリア島、スペイン
- テーサバーンナコーン・プーケット、タイ王国
- 海口市、中国

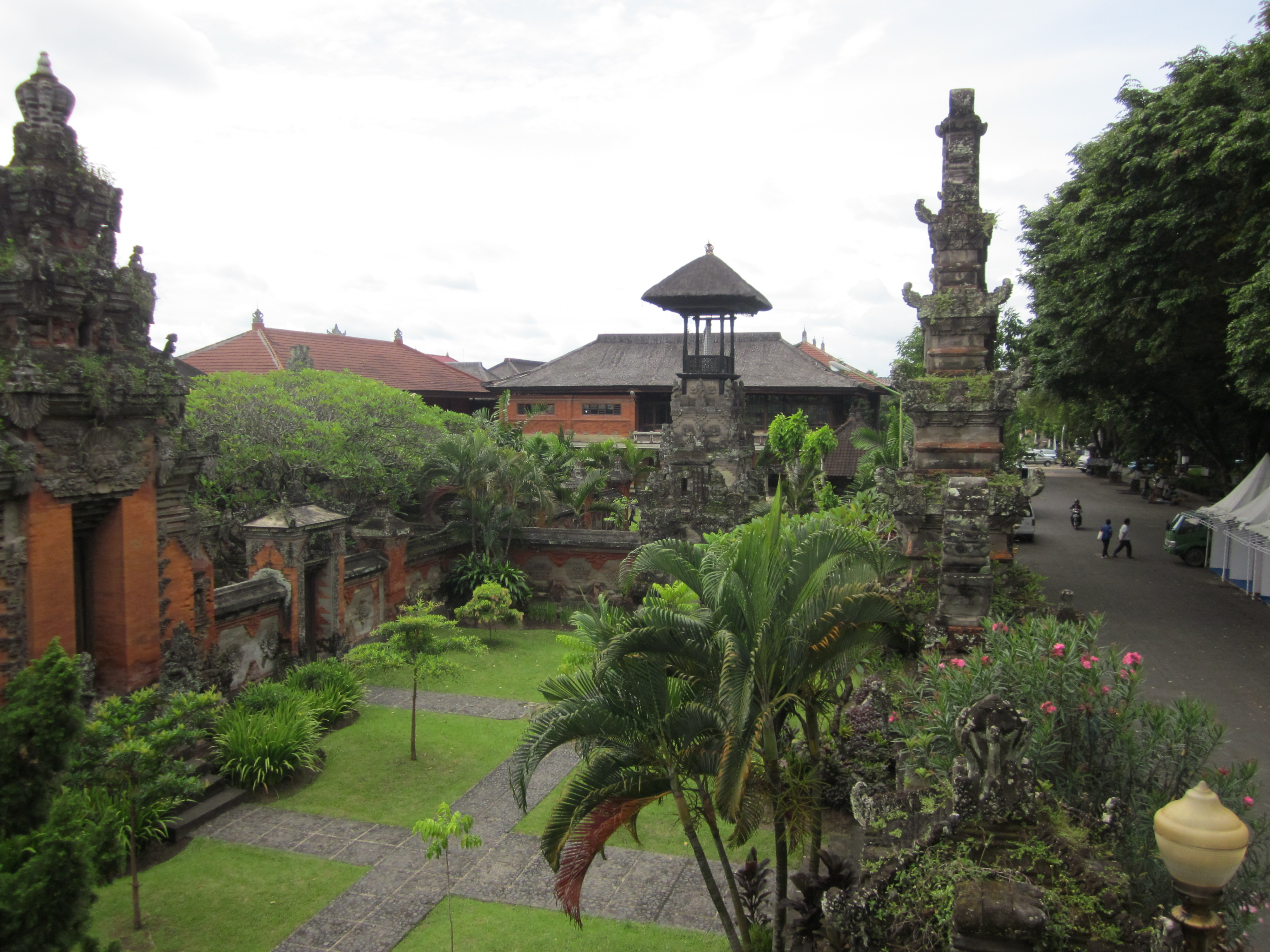
バリ博物館
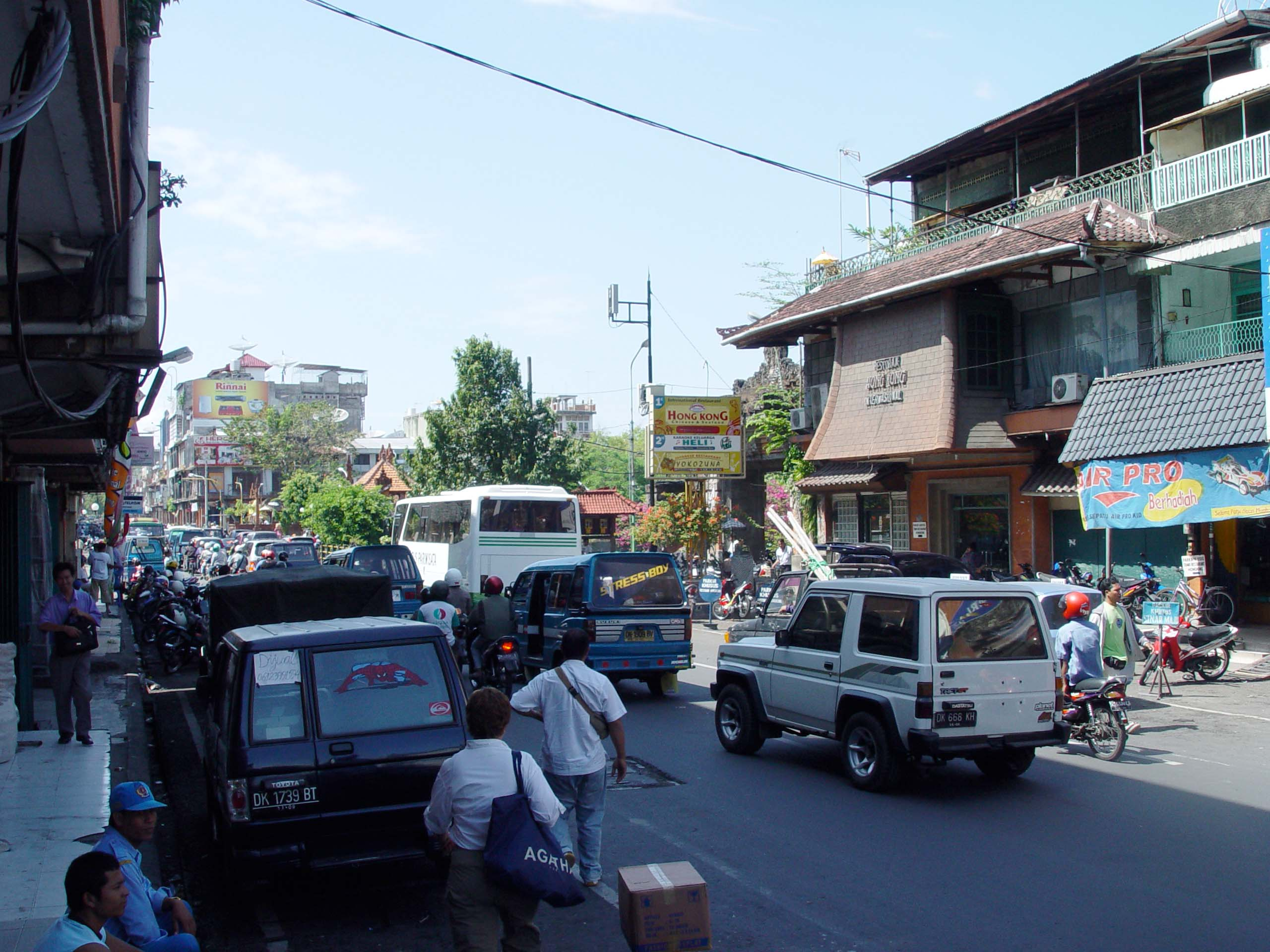
デンパサール市西区ガジャマダ通り
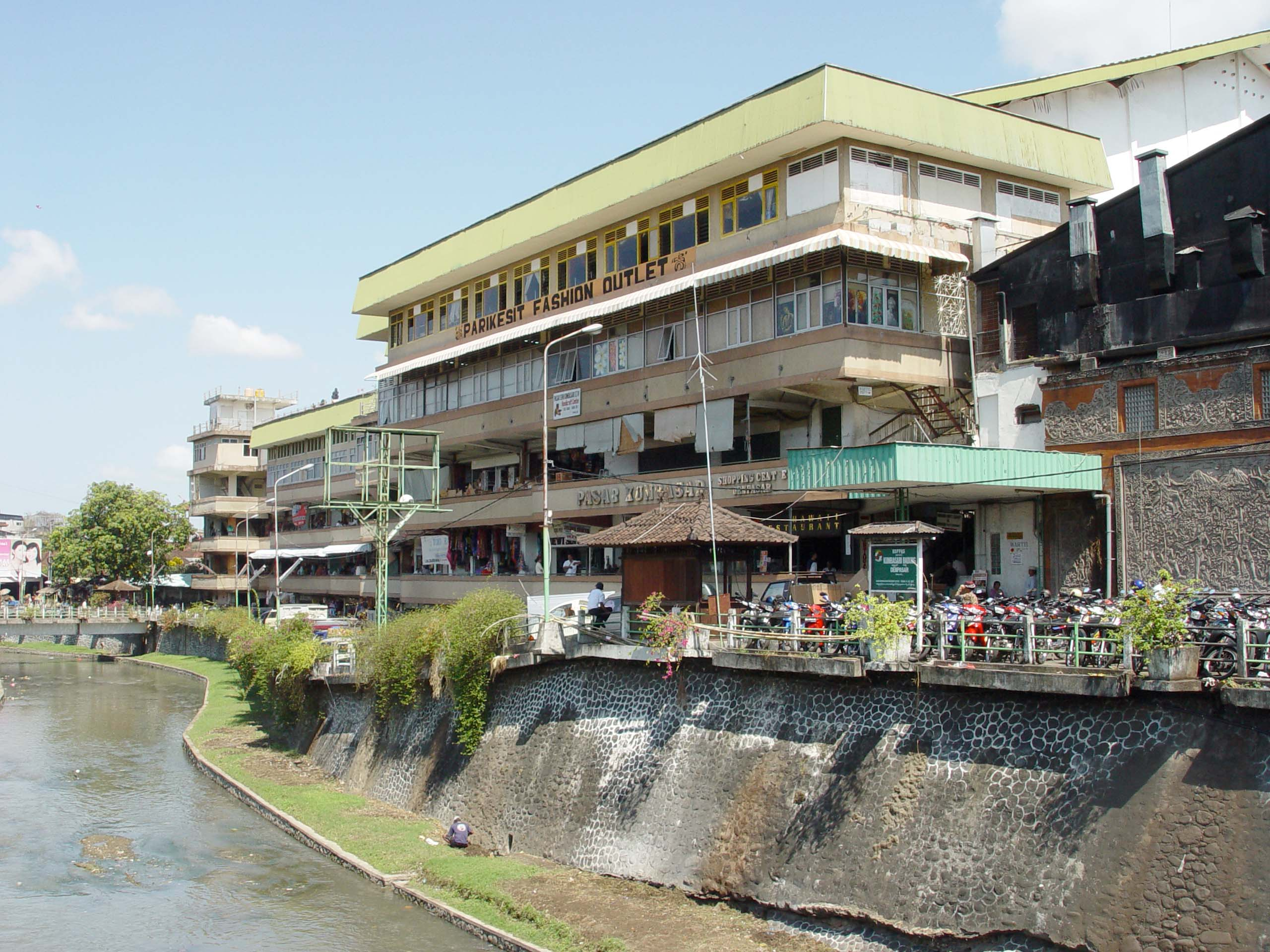
デンパサール市西区クンバサリ・ショッピングセンター
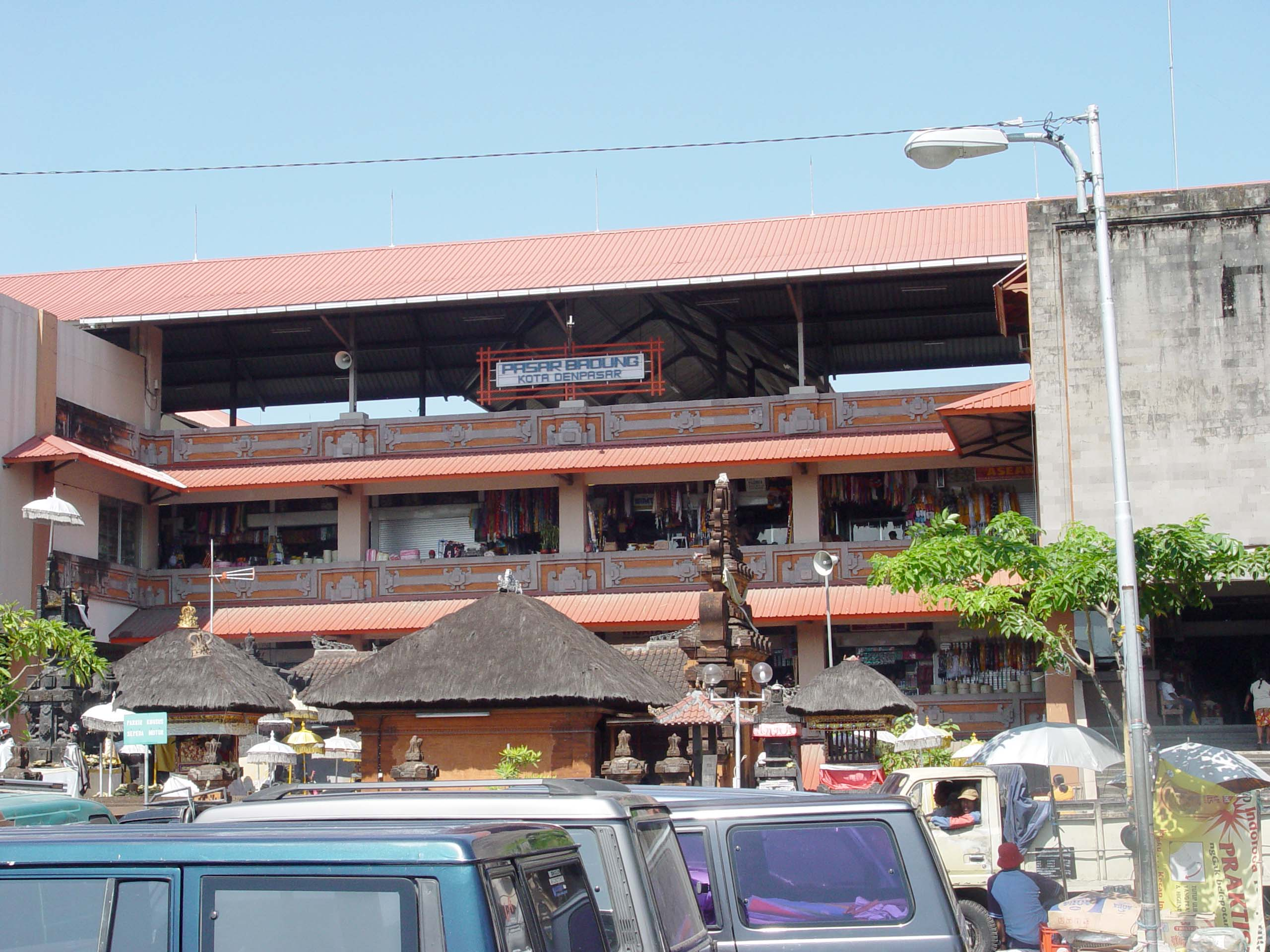
デンパサール市西区バドゥン・マーケット